# 真道永次
真道 永次（しんどう えいじ、1902年10月17日 - 没年不詳）は、日本の地理教育者。

## 略歴
神奈川県生まれ。神奈川県師範学校卒。文検地理合格、小・中・高校教師ののち、帝国書院、清水書院などで地理教科書の執筆にあたる。

## 著書
- 『東京都 わが郷土』清水書院 社會科郷土シリーズ 1949
- 『高校進学への地理学習 世界地理の総合完成』古今書院 1958
- 『社会科地理の指導 下』日本文化科学社 1970
- 『指導のための社会科地理 世界 新版』日本文化科学社 1973
- 『指導のための社会科地理 日本 新版』日本文化科学社 1973
- 『日本地理 カラー版』全8巻　ポプラ社 1974
- 『くらしと動物』池田雅彦絵 ポプラ社 地理のえほん 1978
- 『島のくらし』高峰至絵 ポプラ社 地理のえほん 1978
- 『たびと名所』瀬戸口昌子絵 ポプラ社 地理のえほん 1978
- 『のりものと交通』岩淵慶造絵 ポプラ社 地理のえほん 1978
- 『話題でつづる新社会科地理』日本文化科学社 1981
- 『にっぽん列島味めぐり』富民協会 1986
- 『日本食べ物新知識』富民協会 1986

### 共著
- 『目で見る日本地理 1 (九州地方)』浅香幸雄共著 山下史人絵 ポプラ社 1957
- 『目で見る日本地理 2 (中国・四国地方)』浅香幸雄共著 山下史人絵 ポプラ社 1957
- 『目で見る日本地理 7 (北海道地方)』浅香幸雄共著 山下史人絵 ポプラ社 1957
- 『新高校地理 新訂版』籠瀬良明共著 日栄社 1966
- 『地理B 新しい世界』籠瀬良明共著 日栄社 1973
- 『変容日本地理』籠瀬良明共著 古今書院 1980